# William Fitz Alan, II signore di Oswestry e Clun
William fitz Alan (prima del 1199 – 1215) è stato un nobile inglese di origine bretone e signore feudale.

## Biografia
Era il primogenito ed erede di William FitzAlan, I signore di Oswestry e Clun. Suo padre aveva acquisito grande poter ai confini del regno col Galles avendo ereditato Oswestry dal padre William fitz Alan e il castello di Clun dalla dote della matrigna Isabella de Say.
Divenne High Sheriff del Shropshire e sposò Mary de Lacy.
Alla morte del padre nel 1210, William ereditò di fatto le sue terre ma Giovanni I d'Inghilterra pretese da lui una tassa di 10,000 marchi; incapace ad adempiere ad un tale pagamento, non poté continuare ad amministrare le sue terre. Sopravvisse pochi anni dopo la morte di suo padre e morì nel periodo di Pasqua del 1215.
Le sue proprietà vennero reclamate dal fratello minore John che riuscì ad ottenere soltanto Oswestry.